# Нова-Артс
Нова-Артс (порт. Nova Hartz) — муниципалитет в Бразилии, входит в штат Риу-Гранди-ду-Сул. Составная часть мезорегиона Агломерация Порту-Алегри. Входит в экономико-статистический микрорегион Порту-Алегри. Население составляет 18 965 человек на 2006 год. Занимает площадь 62,558 км². Плотность населения — 303,2 чел./км².
Праздник города — 12 февраля.

## История
Город основан 12 февраля 1987 года.

## Статистика
- Валовой внутренний продукт на 2003 год составляет 224 746 629,00 реалов (данные: Бразильский институт географии и статистики).
- Валовой внутренний продукт на душу населения на 2003 год составляет 13 082,64 реалов (данные: Бразильский институт географии и статистики).
- Индекс развития человеческого потенциала на 2000 год составляет 0,796 (данные: Программа развития ООН).